# 郪县
郪县，古县名。

（1）西汉置，治今四川省三台县南郪江镇。两汉属广汉郡，三国蜀为东广汉郡治，西晋复属广汉郡。南朝梁废。

（2）隋大业三年（607年）改昌城县置，治今四川省三台县。为新城郡治。唐、宋为梓州治，元为潼川府治。明洪武九年（1376年）并入潼川州。